# Renaud Machart
 (juin 2011).
Si vous disposez d'ouvrages ou d'articles de référence ou si vous connaissez des sites web de qualité traitant du thème abordé ici, merci de compléter l'article en donnant les références utiles à sa vérifiabilité et en les liant à la section « Notes et références ».
Pour les articles homonymes, voir Machart.
Renaud Machart est un journaliste, critique musical, producteur de radio et producteur de musique français né à Lannion le 22 mars 1962.

## Biographie

### Enfance - Formation
Renaud Machart étudie d'abord la musique sous la direction de son père puis auprès de Claudette Bohn, professeur agrégée. Il suit des études à l'École nationale de musique (ENM) de Saint-Brieuc (Côtes-d'Armor) puis reçoit une formation complète en chant, piano, écriture et musique de chambre au conservatoire de Tours et en musicologie à l’université François-Rabelais de cette même ville de 1979 à 1982. Formé dans les classes de chant de Denis Manfroy et Marie-Thérèse Foix, il rencontre, en 1979, à son entrée en première année de DEUG à l'Université de Tours, Jean-Pierre Ouvrard, musicologue et chef, qui l'invite à rejoindre l'Ensemble Jacques Moderne de Tours, spécialisé dans le répertoire de la musique de la Renaissance.

### 1980-1999: activités artistiques
En 1980, il remplace un chanteur malade de La Chapelle royale pour un enregistrement de Pygmalion de Jean-Philippe Rameau, avec Gustav Leonhardt, et intègre bientôt cet ensemble. Il travaillera avec lui jusqu'en 1992, ainsi qu'avec les autres groupes dirigés par le chef belge Philippe Herreweghe, groupes intitulés Collegium Vocale Gent et Ensemble vocal européen de La Chapelle royale, etc.
Il participe à de nombreux enregistrements discographiques pour Harmonia Mundi et Virgin Classics notamment. Il travaille parfois en tant que soliste, avec les chefs Gustav Leonhardt, Ton Koopman, Jean-Claude Malgoire, Michel Corboz, John Eliot Gardiner et Peter Phillips entre autres. Se reconnaissant dans la définition d'Anna Russell vis-à-vis du chanteur français, selon laquelle ce dernier est un « Great Artistry, but no voice. » et préférant le havane aux vocalises, il décide d'arrêter de chanter en 1992.
Il est le directeur artistique de l'ensemble de musique contemporaine Musique oblique de 1986 à 1992. Il l'est aussi sur certains festivals comme le Festival estival de Paris de 1989 à 1992 ou pour la série Paris-New York au French Institute de New York  de 1998 à 1999.

### 1987-1994: critique musical puis pigiste
En 1987, il écrit ses premières critiques pour Le Monde de la musique. Il est responsable de la page musique classique du mensuel Paris Capitale avant de collaborer, à partir de 1990, au quotidien Le Monde, d'abord comme pigiste irrégulier (1990-1994), puis, à partir de 1994, comme pigiste. Il est, depuis juillet 1999, rédacteur salarié à la séquence culture du quotidien, chargé de la musique classique. Cela ne l'a pas empêché de consacrer, dans les mêmes colonnes, une page-portrait à la chanteuse Sheila ou de rédiger la nécrologie de l'actrice pornographique Linda Lovelace.

### 1992-2009: activités connexes à la musique classique
Il dirige, de 1992 à mars 2009, la collection de disques Ina, mémoire vive à l'Institut national de l'audiovisuel, qui a restitué des dizaines d'heures d'archives musicales inédites. Renaud Machart a réalisé des éditions de partitions anciennes, notamment celle du Requiem d'André Campra utilisée pour l'enregistrement de Philippe Herreweghe chez Harmonia Mundi, rédigé de nombreuses présentations d'enregistrements et est l'auteur de plusieurs essais, biographies, éditions critiques ou traductions, notamment consacrés à la musique nord-américaine du XXe siècle.

### 1987-2018: activités médiatiques
Renaud Machart est producteur à France Musique depuis 1987 où il anime de nombreuses émissions. En 2007-2008, il présente Les Rois de la galette. Cette émission reprend le principe de l'un des programmes les plus anciens et les plus connus de la station. Il s'agit de La Tribune des critiques de disques. De 2008 à 2010, il anime Matinée Opéra, le dimanche après-midi, cette dernière émission proposant de découvrir des ouvrages lyriques rares, souvent extraits des archives de l'Institut national de l'audiovisuel (INA).
En 2010-2011, il produit sur France Musique, le samedi après-midi, Déraisonnable beauté. Il est, depuis septembre 2011, responsable de la tranche du jeudi, de 11 heures à 12h30, pour l'émission Le Matin des musiciens. Il signe, depuis septembre 2011, une chronique dans le mensuel Opéra Magazine. Il participe par ailleurs, sur France Musique, de septembre 2010 à juin 2012, au "Casque et l'enclume", table-ronde critique, chaque vendredi, animée par Lionel Esparza.
La rédaction en chef du Monde lui propose de rejoindre, à partir du 3 septembre 2012, l'équipe de chroniqueurs du journal. Il signe quotidiennement, jusqu'au mois d'octobre 2014, une chronique « Écrans » consacrée à la télévision. Il est actuellement journaliste au service radio-télévision du Monde, en particulier chargé des séries, tout en continuant de collaborer occasionnellement aux pages Culture et Culture et Idées du quotidien.[réf. souhaitée]
À la rentrée 2014, il anime quotidiennement, à 13 h, Le Mitan des musiciens, qui est une refonte du Matin des musiciens. Depuis septembre 2015, il produit chaque dimanche, à 12 h 05, l'émission Zig-Zag. La dernière édition de ce programme a lieu le 30 juin 2018.

## Publications
Son ouvrage de 2023 sur la musique minimaliste est sélectionné pour le prix du Livre France Musique - Claude Samuel 2024.
- Giacinto Scelsi ou le comte perché Le Nouveau Commerce, Cahier 88/89, automne-hiver 1993
- Francis Poulenc : Journal de mes mélodies, édition critique intégrale et notes, Cicero Editeur, 1993
- Francis Poulenc, essai, Éditions du Seuil, 1995
- George Benjamin : parcours 1978-1996, essai, Les Cahiers de l'Ircam, 1996
- Le Journal parisien de Ned Rorem, traduction et présentation, Éditions du Rocher, 2003
- John Adams, essai, Actes Sud, 2004
- From the Trumpet of The Chair Mender to The Flute of The Goatherd, in The Proust Project, collaboration, Farrar, Straus and Giroux, New York, 2004
- Aspects Of John Adams's Music : Floating Elegies and Music Boxes in The John Adams Reader, Essential Writings on an American Composer, sous la direction de Thomas May, Amadeus Press, 2006
- Leonard Bernstein, essai, Actes Sud, 2007
- A la recherche de l'Americana, dossier sur la musique américaine du XXe siècle, Diapason n°579, avril 2010
- Le magicien d'Aix, mémoires intimes de Gabriel Dussurget' (Actes Sud, parution le 8 juin 2011, Préface de Kathleen Fontmarty Dussurget, Introduction, établissement du texte et notes de Renaud Machart)
- Françoise Sagan : Conversation avec André Halimi "L'art de ne pas y toucher", présentation (1 DVD INA-Radio France, coll. "les Grandes heures", avril 2011)
- Jean Cocteau : entretien avec André Parinaud "Jean Cocteau, le poète du temps perdu", présentation (1 DVD INA-Radio France, coll. "les Grandes heures", mai 2011)
- Salvador Dali, Radioscopie avec Jacques Chancel, présentation (1 DVD INA-Radio France, coll. "les Grandes heures", 2012)
- Stephen Sondheim (Actes Sud, 2013, collection "Classica")
- Francis Poulenc : Inédits et créations mondiales (conception et présentation, Ina Mémoire vive, 2013)
- Niki de Saint Phalle : entretiens radiophoniques (présentation, 1 CD INA-Radio France, coll. "les Grandes heures", 2014)
- Raymond Devos : entretiens et documents radiophoniques (présentation, 1 CD INA-Radio France, coll. "les Grandes heures", 2016)
- Katia et Marielle Labèque, une vie à quatre mains, Éditions Buchet/Chastel, 2016
- Les grands organistes du XXe siècle, écrit avec Vincent Warnier, Éditions Buchet-Chastel, 2018
- La musique minimaliste, Actes Sud, 2023
- Les Baroqueux - Un demi-siècle de musique, 1949-2001, Fugue, 224 p., 2024  (ISBN 978-2-494062-60-3)